# Rozsochy
Rozsochy település Csehországban, a Žďár nad Sázavou-i járásban. Rozsochy Rodkov, Bystřice nad Pernštejnem, Horní Rožínka és Zvole településekkel határos. Lakosainak száma 668 fő (2024. január 1.).

## Népesség
A település lakosságának változását az alábbi diagram mutatja:
| Lakosok száma | 1279 | 1195 | 1160 | 834  | 784  | 698  | 717  | 708  | 684  | 668  |
|               | 1869 | 1890 | 1921 | 1950 | 1980 | 2001 | 2017 | 2019 | 2022 | 2024 |